# Josias de Waldeck-Pyrmont
Josias de Waldeck-Pyrmont (allemand : Josias Georg Wilhelm Adolf Erbprinz zu Waldeck und Pyrmont), né le 13 mai 1896 à Bad Arolsen dans la Principauté de Waldeck-Pyrmont et décédé le 30 novembre 1967 à Balduinstein en Allemagne de l'Ouest, est l'héritier apparent du trône de la principauté de Waldeck-Pyrmont et un général de la SS.
À partir de 1946 jusqu'à sa mort, il est le chef de la Maison Princière de Waldeck-Pyrmont. Après la Seconde Guerre mondiale, il est condamné à la prison à vie au procès de Buchenwald (plus tard commuée à 20 ans) pour son rôle dans l'administration du camp de concentration, violant les lois et usages de la guerre en relation avec les prisonniers de guerre. Il sera néanmoins libéré après avoir purgé trois ans de prison.

## Jeunesse
Il naît à Arolsen au château de la famille régnante, fils aîné et héritier du prince Frédéric de Waldeck-Pyrmont et de son épouse la princesse Bathildis de Schaumbourg-Lippe. Il est le neveu de Guillaume II, roi de Wurtemberg, et d'Emma de Waldeck-Pyrmont, reine régente des Pays-Bas. Il est aussi cousin de Wilhelmina, reine des Pays-Bas, et de Charles Edward, duc de Saxe-Cobourg et de Gotha.
Il s'enrôle dans l'armée allemande en tant que cadet et combat pendant la Première Guerre mondiale, où il est grièvement blessé. À la fin de la guerre, sa famille perd sa principauté, Waldeck-Pyrmont étant devenu un État libre dans la nouvelle République de Weimar.

## Carrière dans la SS
Après la guerre, Josias étudie l'agriculture. Le 1er novembre 1929, il rejoint le parti nazi d'Adolf Hitler, puis la SS le 2 mars 1930. Il est immédiatement nommé adjudant de Sepp Dietrich avant de devenir adjudant et chef d'état-major du Reichsführer-SS Heinrich Himmler en septembre 1930.
Josias est élu membre du Reichstag de Düsseldorf-Ouest en 1933 et promu au grade de lieutenant général SS. Il devient ensuite, Höhere SS- und Polizeiführer de Weimar en 1939. C'est à ce poste qu'il obtient l'autorité de surveillance du camp de concentration de Buchenwald.
Les agissements de Karl Otto Koch, commandant de Buchenwald, attirent son attention dès 1941. Alors qu'il inspecte un rapport listant les décès survenus dans le camp, Waldeck remarque le nom du docteur Walter Krämer, infirmier à l’hôpital de Buchenwald qui l'avait soigné avec succès dans le passé. Après quelques recherches, il découvre un ordre d'exécution signé par Koch. Cités comme « prisonniers politiques », Koch aurait fait exécuter Krämer et Karl Peixof, un infirmier, afin d'effacer les traces de son traitement de la syphilis, infection sexuellement transmissible contagieuse.
Waldeck ordonne alors un examen complet du camp par Konrad Morgen, un juge de cour d'appel membre du département juridique de la SS (Hauptamt SS-Gericht). De nombreux faits de détournements de fonds et de biens appartenant aux détenus sont découverts ; sa femme, Ilse Koch, est accusée de complicité devant un tribunal SS qui l'acquitte finalement. Karl Otto Koch est lui condamné à mort et fusillé le 5 avril 1945, une semaine avant la libération de Buchenwald.
Adolf Hitler le nomme en avril 1941 membre de l'Ordnungspolizei et, un an plus tard, Haut-commissaire de la police allemande en France occupée. L'une de ses premières actions consista à placer des otages français dans des trains de transports de troupes allemands afin de décourager toutes tentatives de sabotage par les résistants. Il est promu général dans la Waffen-SS en juillet 1944.

## Arrestation et détention

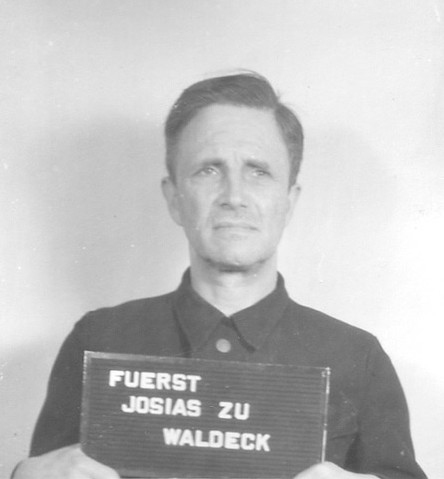
Waldeck-Pyrmont en détention.

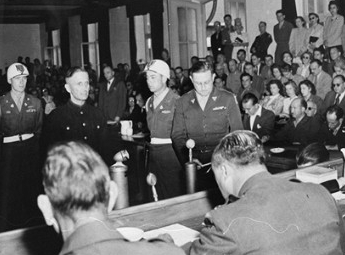
Waldeck-Pyrmont au cours du procès de Buchenwald.

Waldeck-Pyrmont est arrêté le 13 avril 1945 puis condamné à la prison à vie par un tribunal Américain à Dachau pendant le procès de Buchenwald le 14 août 1947. Deux chefs d'accusation sont retenus contre lui : il est accusé d'avoir eut la responsabilité des crimes de guerre à commis Buchenwald (le camp étant situé dans sa zone de juridiction), malgré le fait qu'il n'ait jamais ordonné d'ordres d'exactions envers les prisonniers tout en ayant enquêté sur son commandant pour incitation au meurtre et détournement de fonds. En second, les autorités lui reprochent d'avoir ordonné l'exécution du commandant du camp, le SS-Standartenführer Karl Otto Koch, accusé à ses yeux d'avoir déshonoré la SS.
Le général Lucius D. Clay, gouverneur militaire de l'Allemagne, ordonne une ré-examination des jugements du procès de Buchenwald sur la base de dossiers étendus et, le 8 juin 1948, confirme quinze condamnations à mort et en commue sept. La plupart des peines d'emprisonnement seront également allégées, dont celle de Waldeck-Pyrmont (passant de la prison à vie à vingt ans). Il purge seulement trois ans de sa peine à la prison de Landsberg am Lech jusqu'à sa libération en décembre 1950 pour raisons de santé. Le ministre-président de Hesse lui accorde une amnistie en juillet 1953, entraînant une réduction significative de l'amende qui lui avait été infligée.

## Prétendant au trône

Armoiries de la principauté de Waldeck-Pyrmont.

Josias devient prince titulaire de la maison de Waldeck-Pyrmont à la mort de son père le 26 mai 1946, malgré les accusations portées contre lui. Il meurt dans son domaine du château de Schaumburg (en) en 1967, date à laquelle son fils, le prince Wittekind, lui succède.

## Famille
Josias de Waldeck-Pyrmont épouse le 25 août 1922, à Rastede, la duchesse Altburg d'Oldenbourg (1903-2001), fille du dernier grand-duc d'Oldenbourg, Frédéric-Auguste II d'Oldenbourg, et d'Élisabeth-Alexandrine de Mecklembourg-Schwerin. Ils ont eu cinq enfants :
- la princesse Margrethe de Waldeck-Pyrmont (22 mai 1923 - 21 août 2003) ; mariée (1952) div. (1979) avec le comte Franz August zu Erbach-Erbach (1925-2015) ;
- la princesse Alexandra de Waldeck-Pyrmont (25 septembre 1924 - 4 septembre 2009) ; mariée (1949) avec le prince Botho de Bentheim-Steinfurt (1924-2001) ;
- la princesse Ingrid de Waldeck-Pyrmont (2 septembre 1931-) ;
- le prince Wittekind de Waldeck-Pyrmont (9 mars 1936 - 16 décembre 2024) ; marié (1988) avec la comtesse Cecilie de Goëss-Saurau (cs) (1956-) ;
- la princesse Guda de Waldeck-Pyrmont (22 août 1939-) ; mariée (1958) div. (1962) avec le prince Frédéric Guillaume de Wied (de) (1931-2001) ; mariée une seconde fois (1968) avec Horst Dierkes (1939-2017).